# Terminal Terrestre Carcelén

## Detalles
La Terminal Terrestre Carcelén es una estación de autobuses de transporte interprovincial en la parroquia Carcelén al norte de la ciudad de Quito - Ecuador. 
Es junto con la Terminal Terrestre Quitumbe, una de las dos estaciones para el transporte interprovincial en la ciudad de Quito, siendo la Terminal Quitumbe la que registra un mayor número de usuarios. Se encuentra en la parroquia de Carcelén. La terminal sirve a barrios del extremo norte de Quito.

Llegar al terminal terrestre es bastante sencillo, ya que se encuentra a aproximadamente 27 kilómetros del Aeropuerto Internacional Mariscal Sucre.

La Terminal Interprovincial de Carcelén, ubicada al norte de la ciudad, cerca del barrio del mismo nombre. De ésta parten los buses que tienen por destino las provincias del Carchi e Imbabura pertenecientes a la sierra, ubicadas al norte de la provincia de Pichincha. 
En Carcelén son 11 andenes cubiertos destinados para la salida de 384 frecuencias que, en promedio, se despachan cada día, además de tres andenes descubiertos, que se los utiliza cuando el incremento inusual de pasajeros obliga a la ampliación de las frecuencias extraordinarias. 
Además del transporte interprovincial, cuenta con servicio de transporte privado o alquilado por tarifas preestablecidas. 

## Historia
La terminal de Carcelén se inauguró junto a la de Quitumbe en julio del 2009, poco antes de que Augusto Barrera tome la alcaldía de la ciudad. Estas dos estaciones reemplazaron a la antigua terminal céntrica de Cumandá, inaugurada en 1986 y que debido a la inseguridad del sector y la gran expansión que tuvo la ciudad dejó de ser considerada apta para el transporte interprovincial de Quito. 
La terminal de Carcelén en un inicio serviría solamente para trasladarse a las provincias de Imbabura y Carchi, pero después se añadieron nuevos destinos a diferentes partes del país. También se agregó una conexión con el terminal Quitumbe a través de la avenida Simón Bolívar.

## Servicios Terminal Terrestre Carcelén
Servicios:
- Atención al Usuario
- guía turismo
- Baño

Transporte:
- Interprovincial de pasajeros
- Interparroquial de pasajeros
- Boleteria
- Encomiendas
- Taxis
- Camionetas
- Servicio Integrado de Trolebús y Corredor Central Norte (Metrobús-Q)
- Urbano
- Aeropuerto Internacional de Quito “Mariscal Sucre”

Locales comerciales:
- Comidas y bebidas
- Bazar y confitería
- Artículos y cabinas telefónicas
- Artesanías
- Guarda equipaje
- Servicio de Baño

## Conexión con la ciudad y el país
Conecta a todo el lado Norte del país y a toda la ciudad con el sistema de transporte Metrobús-Q (Trolebús, Corredor Contral Norte); con breves conexiones con la Ecovía y el Metrobús. La terminal interprovincial Carcelén tiene una extensión de 34 hectáreas y se ubica entre las Av. Eloy Alfaro y Calle Capri.

### Destinos con mayor cantidad de pasajeros
| N.º | Destinos      | Provincia                      | Pasajeros por año (aprox). |
| --- | ------------- | ------------------------------ | -------------------------- |
| 1   | Guayaquil     | Guayas                         | 20.000.000                 |
| 2   | Cuenca        | Azuay                          | 8.000.000                  |
| 3   | Ambato        | Tungurahua                     | 7.250.000                  |
| 4   | Manta         | Manabí                         | 5.500.000                  |
| 5   | Santo Domingo | Santo Domingo de los Tsáchilas | 4.750.000                  |
| 7   | Esmeraldas    | Esmeraldas                     | 4.000.000                  |
| 8   | Ibarra        | Imbabura                       | 3.750.000                  |
| 9   | Machala       | El Oro                         | 3.500.000                  |
| 11  | Quevedo       | Los Ríos                       | 2.750.000                  |
| 12  | Loja          | Loja                           | 2.250.000                  |
| 13  | Portoviejo    | Manabí                         | 2.000.000                  |
| 14  | Babahoyo      | Los Ríos                       | 1.900.000                  |
| 15  | Tulcán        | Carchi                         | 1.820.000                  |
| 16  | Salinas       | Santa Elena                    | 1.510.000                  |
| 17  | Nueva Loja    | Sucumbíos                      | 1.400.000                  |
| 18  | Coca          | Orellana                       | 1.300.000                  |
| 19  | Atacames      | Esmeraldas                     | 1.200.000                  |
| 20  | Durán         | Guayas                         | 1.000.000                  |

## Rutas

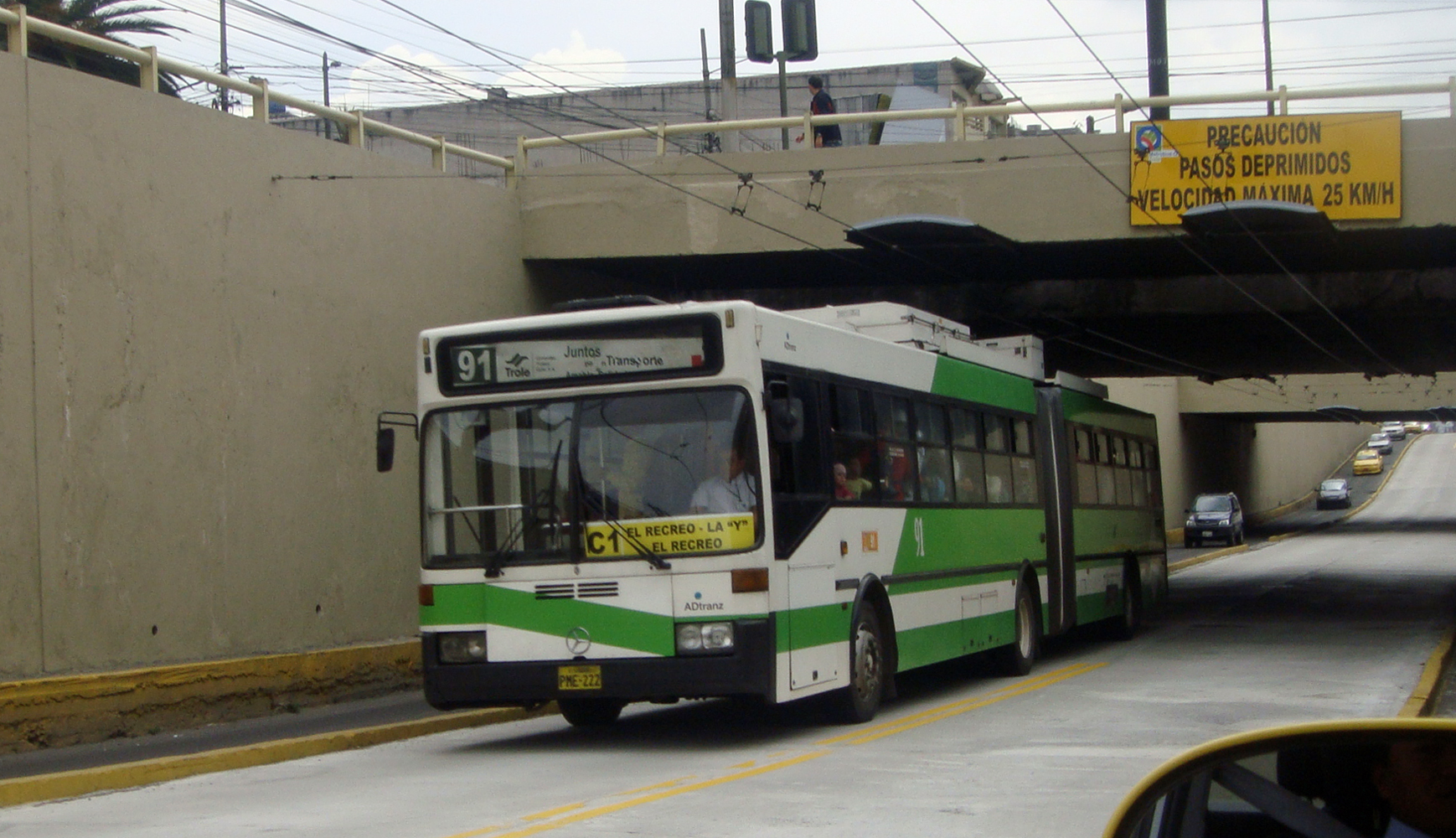
Algunos segmentos del sistema de trolebuses de Quito cuenta con carriles exclusivos con pasos a desnivel para evitar demoras en las intersecciones.

Actualmente el Trolebús tiene en funcionamiento cinco circuitos troncales principales; tres expresos (dos para estudiantes y uno para trabajadores) que se desplazan entre estaciones sin paradas intermedias en los horarios pico; uno especial hacia la terminal Quitumbe; y uno que funciona entre la media noche y las cinco de la mañana para cubrir un servicio 24 horas.

### Circuitos troncales

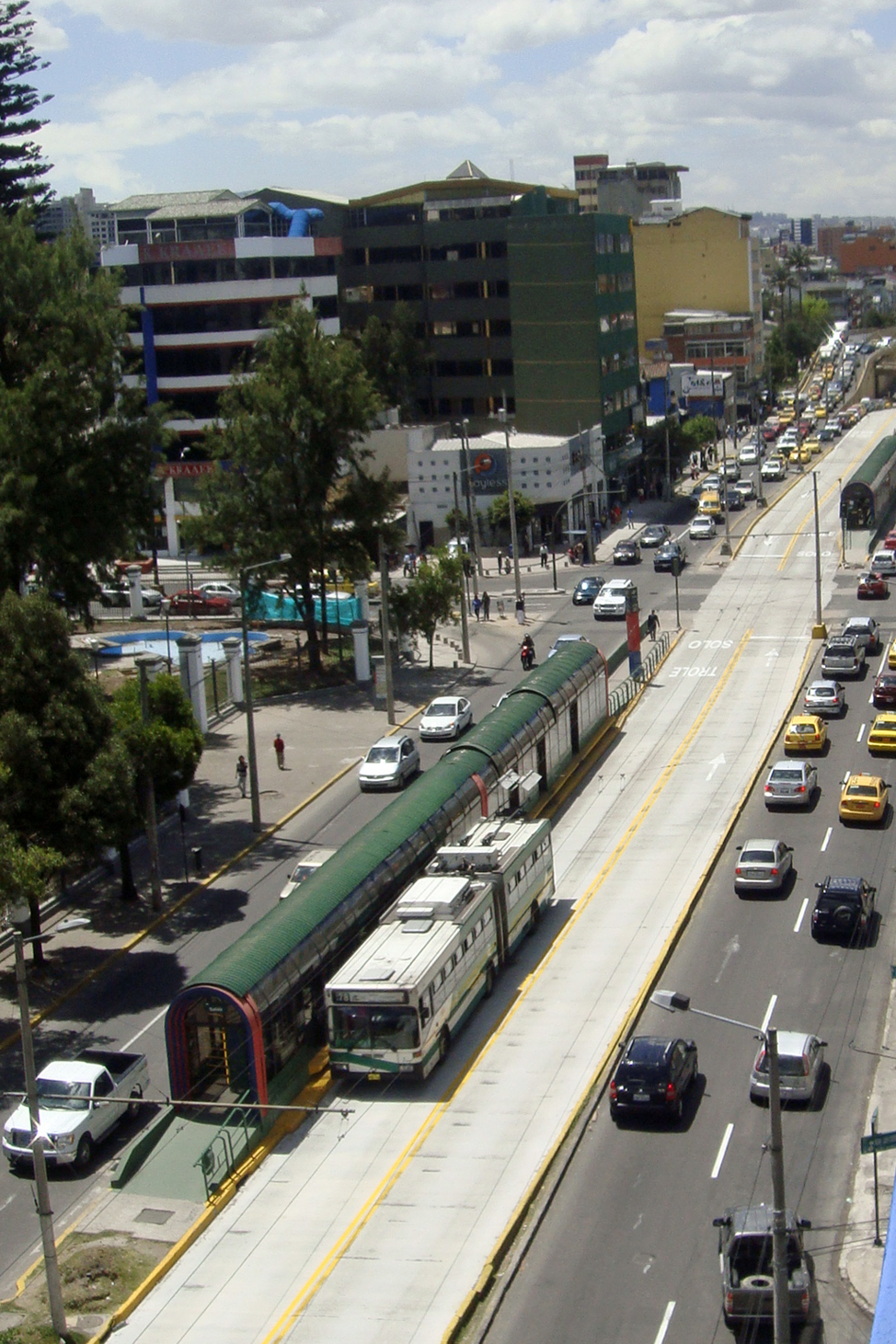
Estación de parada típica con arreglo desplazado.

Estos circuitos son recorridos por las unidades eléctricas y biarticuladas a lo largo de carriles exclusivos:
| Línea | Recorrido                                     |
| ----- | --------------------------------------------- |
| C5    | Terminal Terrestre Carcelén - Parada El Ejido |

### Rutas alimentadoras
Sirven al sistema troncal mediante autobuses normales, denominados "alimentadores", que se desplazan entre las estaciones integradoras hacia los barrios periféricos y otras estaciones del SITM-Q:
| Corredor Central Trolebús | Corredor Central Trolebús | Corredor Central Trolebús                                                                           | Corredor Central Trolebús |
| Código                    | Empresa operadora         | Línea                                                                                               | Frecuencia                |
| ------------------------- | ------------------------- | --------------------------------------------------------------------------------------------------- | ------------------------- |
| IN_AERO.M.S - 200         | Aeropuerto (Calderón)     | Terminal Terrestre Carcelén - Peaje de Oyacoto - Aeropuerto Internacional Mariscal Sucre (Tababela) | 1 h 9 min                 |
| IN_QT - 197               | UrbanQuito S.A            | Terminal Terrestre Carcelén - Av. Simón Bolívar - Terminal Terrreste Quitumbe                       | 1 h 10 min                |
| IN_LA - 01                | Calderón                  | Terminal Terrestre Carcelén - Estación El Labrador                                                  | 38 min                    |
| IN_OF - 49                | Carcelén-Tarqui (CATAR)   | Terminal Terrestre Carcelén - Terminal Microregional La Ofelia                                      | 36 min                    |
| C5 - (SemiExpreso)        | EPMTPQ (Trolebús)         | Terminal Terrestre Carcelén - Parada El Ejido                                                       | 51 min                    |
| T.CA - 53                 | Trans San Carlos S.A      | Terminal Terrestre Carcelén - Cotocollao - Plan Techo - Tiwintza (Vía a Nono)                       | 1 h 47 min                |
| T.CA - 52                 | Calderón                  | Terminal Terrestre Carcelén - Calderón -Oyacoto                                                     | 1 h 53 min                |
| T.CA - 53                 | Calderón                  | Terminal Terrestre Carcelén - Calderón - Cabuyal                                                    | 50 min                    |
| T.CA - 50                 | San Juan                  | Terminal Terrestre Carcelén - Carapungo - San Juan de Calderón - Alborada - Bellavista              | 45 min                    |
| T.CA - 48                 | Calderón                  | Terminal Terrestre Carcelén - Estadio de Carapungo - San José de Morán - Colinas del Valle          | 47 min                    |

## SITM-Q
El Trolebús, o línea verde, forma parte de un macro sistema integrado de transporte de buses BRT, al que se denomina Metrobús-Q, y en el que también se encuentran: la troncal Oriental Ecovía (azul) y la Troncal Occidental (morada). Todos manejan un sistema de carriles exclusivos de superficie y paradas determinadas por estructuras uniformes, sin embargo utilizan autobuses biarticulados impulsados a diésel en lugar de por electricidad. Además, las unidades de la troncal Ecovía tienen puertas de acceso de pasajeros al lado izquierdo de la carrocería, mientras que en el Trolebús y la troncal Occidental, estas se encuentran del lado derecho.

## Rutas Intraterminales
- Terminal Terrestre Carcelén - Peaje de Oyacoto - Aeropuerto Internacional Mariscal Sucre (Tababela)
- Terminal Terrestre Carcelén - Terminal Microregional La Ofelia
- Terminal Terrestre Carcelén - Estación Multimodal El Labrador del Metro de Quito y Trolebús
- Terminal Terrestre Carcelén - Terminal Terrestre Quitumbe

- C5 (SemiExpreso): Terminal Terrestre de Carcelén - Estación El Ejido

## Diseño
El diseño básico de la terminal es funcional, sencillo y moderno, dijo Arregui. Está conformada por una estructura metálica de 45 metros de luz y pórticos de 15 metros de altura. Cuenta con servicios de alimentación, compras, farmacias, bancos, parqueaderos cómodos con amplios accesos. Carcelén, en el norte, reciben a todos los visitantes que llegan desde la Costa, la Sierra y el Oriente del país, y de cantones cercanos a la capital.

## Accesos a la ciudad y zonas rurales
Para conectar al terminal Quitumbe con gran parte de la ciudad y zonas periféricas, se pusieron a funcionar los diferentes corredores (Trolebús, Central Norte). También cuenta con servicio de taxis y transporte de carga liviana.